# سیارک ۲۷۲۸۰
سیارک ۲۷۲۸۰ (به انگلیسی: 27280 Manettedavies، نامگذاری:2000AJ65)۲۷۲۸۰مین سیارک کشف شده‌است که در ۰۴ ژانویه ۲۰۰۰ کشف شد.